# (1675) Simonida
(1675) Simonida ist ein Asteroid im Hauptgürtel zwischen Mars und Jupiter. Er wurde am 20. März 1938 von dem serbischen Astronomen Milorad B. Protić entdeckt und von ihm der purpurgeborenen Gattin des mittelalterlichen serbischen Herrschers Stefan Uroš II. Milutin Simonida gewidmet. Sein Durchmesser beträgt etwa 11 km. Simonida hat einen Exzentrizitätswert von 0,126 und die Neigung der Bahnebene beträgt etwa 7°. Der Asteroid rotiert in 5,3 h um die eigene Achse.

## Quelle
- (1675) Simonida in der Small-Body Database des Jet Propulsion Laboratory (englisch).